# Papalotla (Tlaxcala)
Papalotla ( papalotla) es una ciudad mexicana, ubicada en el municipio de Papalotla de Xicohténcatl, en el estado de Tlaxcala. Forma parte de la Zona Metropolitana Puebla-Tlaxcala y de la Megalópolis del Centro de México. Con 25,988  habitantes para el 2020, es la octava ciudad más poblada del estado de Tlaxcala.
Papalotla se encuentra en la parte centro del Valle de Tlaxcala-Puebla, colinda con los municipios poblanos de Puebla y Cuatlancingo. Está a 16 km al sur de Tlaxcala de Xicohténcatl, a 14 km al norte de la ciudad de Puebla y a 100 km al este de la Ciudad de México.
Con un producto interior bruto de 1342 millones de pesos es la sexta economía más grande del estado y la décima de la zona conurbada.
Su región sur es uno de los núcleos industriales y de servicios más importantes de Tlaxcala. Es una de las ciudades más transitadas del estado al pasar por ella las carreteras México 119 y México 121.

## Toponimia
El término Papalotla proviene del náhuatl, derivado de los vocablos «Papalotl» y «Tla», interpertado como «Lugar de Mariposas». El vocablo «Papalotl» significa "mariposa", mientras que el sufijo de abundancia locativo «tla» denota lugar.

## Historia
Papalotla fue un asentamiento prehispánico establecido entre los años 100 y 650 d.c, teniendo un gran desarrollo durante la fase Tlatempa creciendo principalmente en la actual zona conocida como Panzacola.
Durante la época colonial Papalotla perteneció al partido de Nativitas, floreciendo en ese tiempo las haciendas cerealeras y ganaderas en la zona. Es hasta 1822 cuando Papalotla y otros 10 municipios de Tlaxcala son reconocidos como alcaldías.
Papalotla sufrió un proceso temprano de industrialización al llegar a principios del siglo XIX la compañía Fundición de Fierro y Bronce de Panzacola y a mediados de ese mismo siglo se establecen firmas textiles como El Valor, La Tlaxcalteca y Tenexac, todo ellos en los márgenes del los ríos Zahuapan y Atoyac. Esto, junto con la llegada de una de las primeras estaciones de ferrocarril del país al municipio trajo un gran crecimiento económico.
Tras el declive de la industria textil en la zona, múltiples empresas cerraron sus puertas creando una gran tasa de paro. No fue hasta 1975 durante el gobierno de Emilio Sánchez Piedras que la economía volvería a florecer. Todo esto gracias a la creación de corredores industriales, uno de ellos fue el corredor industrial Panzacola- Zacatelco. El potencial industrial de la zona explotó y junto con la llegada de la era automotriz en Puebla se crearon las bases para lo que hoy es la Zona Metropolitana Puebla-Tlaxcala.

## Geografía

### Localización
Papalotla está ubicada en las siguientes coordenadas 19°10′0.12″N 98°12′0″O / 19.1667000, -98.20000 en la región denominada como el Valle de Tlaxcala-Puebla en el Eje Neovolcánico a 2224 metros sobre el nivel del mar.

#### Distancias
Se encuentra a una distancia de 100 km de la Ciudad de México, 16 km de Tlaxcala, 14 km de Puebla, 6 km de Zacatelco y a 7 km de San Pablo del Monte.

### Extensión
De acuerdo con la información del Instituto Nacional de Estadística y Geografía (INEGI), el municipio de Papalotla tiene una superficie de 23.41 km² kilómetros cuadrados, de los cuales 13.27 km² corresponden a la ciudad de Papalotla.

### Hidrografía
Los recursos hidrográficos son conformados principalmente por el río Zahuapan, el cual se une con el río Atoyac en los territorios de la ciudad y retoman el nombre del último. También existen pequeños arroyos y ríos de temporal con el Tenexac y manantiales en la zona sur de la localidad.

### Clima
El clima se considera semiseco templado, con régimen de lluvias en los meses de mayo, junio, agosto y septiembre. Los meses más calurosos son marzo, abril y mayo. La dirección de los vientos en general es de suroeste a noroeste, igualmente la temperatura promedio mínima anual registrada es de 3.4 grados centígrados y la máxima es de 23.2 grados centígrados. La precipitación promedio mínima registrada es de 7.3 milímetros y la máxima de 121 milímetros.

## Población y demografía
La localidad de Papalotla engloba aproximadamente el 85% de la población municipal, que en 2010 significó una población de 22,969 habitantes. El porcentaje restante de divide entre la localidad de San Marcos Contla (14%) y otras localidades (1%).
| Gráfica de evolución demográfica del municipio de Papalotla de Xicohténcatl                                                 |
| |
| Población municipal (1950-2020) según el Cuaderno estadístico municipal y el Instituto Nacional de Estadística y Geografía. |

La densidad de población de la localidad de 1,769 habitantes por kilómetro cuadrado. Es superior a la de ciudades como Monterrey y Guadalajara. Debido a que en 2005 Papalotla superó los 20,000 habitantes automáticamente ganó la denominación de "ciudad" según lo establecido en el Capítulo III sobre la clasificación de la poblaciones de la Constitución del Estado Libre y Soberano de Tlaxcala.

## Política

### Municipio de Papalotla de Xicohténcatl
Papalotla es la cabecera municipal y sede de todos los poderes del municipio de Papalotla de Xicohténcatl, un municipio Mexicano del centro sur del estado de Tlaxcala conurbado a la ciudad de Puebla. Es parte de la Zona Metropolitana de Puebla-Tlaxcala.

### Administración
La administración de la ciudad recae en el ayuntamiento municipal compuesto por el presidente municipal y alcalde, regidores y síndicos. El presidente municipal actual es Juan Octavio Rojas Cruz del Partido del Trabajo (PT), para el periodo 2021-2024.
Las colonias de la zona sur de la ciudad cuentan con presidencias auxiliares que les conceden cierto grado de autonomía, pero estás no dejan de formar parte de la ciudad. Las presidencias auxiliares están encabezadas por:
- Panzacola: Gerardo Rojas Hernández.
- San Buenaventura: Jorge Alberto Pérez Torres.

## Servicios públicos

### Transporte
En el transporte terrestre se destacan la Carretera Federal Puebla-Tlaxcala y Puebla-Santa Ana Chiahutempan, la cual permiten a la ciudad comunicarse rápidamente con su capital estatal y con la ciudad de Puebla de Zaragoza. También es destacable su cercanía con el Periférico de la Ciudad de Puebla que se encuentra a tan solo 3 kilómetros.
Por otra parte el tráfico vehicular interno es cubierto principalmente por un eje central conformado por la Avenidas: General Máximo Rojas, Progreso y Libertad. Este eje cruza la ciudad de norte a sur pasando por la plaza central. También son importantes las avenidas Insurgentes, Cañada Morelos, Industrias Oriente-Poniente y Tenantitla-Xaltipa.

#### Ferrocarriles
Por la ciudad pasan los ferrocarriles la línea Apizaco-Puebla y cuenta con tres uniones de vías ferroviarias para distribuir el tráfico proveniente de Apizaco, Puebla y Volkswagen de México. La Estación Panzacola es una de las estaciones de ferrocarril más antiguas de México.

### Educación
Papalotla tiene una tasa de alfabetización del 95.99% y en su infraestructura educativa se cuentan principalmente con escuelas de educación pública cubriendo los niveles básico y medio-superior. La educación universitaria la imparte la Universidad Politécnica de Tlaxcala. También y debido a su integración social muchos jóvenes continúan su educación en la ciudad de Puebla y de menor manera en Zacatelco y Tlaxcala de Xicohténcatl.

### Salud

#### Infraestructura sanitaria
Se cuenta con unidades de medicina familiar del IMSS y Centros de Salud del Seguro Popular. La infraestructura de salud privada es vital, llegandóse a formar un turismo de salud privado por parte de las localidades cercanas.

### Medios de comunicación
En cuanto a medios de comunicación, cuenta con Internet (por fibra óptica), red telefónica y telefonía celular de cuarta generación. La señal de televisión abierta recibe a las emisoras privada de nivel nacional (Televisa, TV Azteca e Imagen Televisión) y también a las del Sistema Público de Radiodifusión del Estado Mexicano. Por su cercanía a Puebla también recibe al Canal 26 de Puebla Televisión.
Por parte de la televisión por cable se emite desde Papalotla la señal de Televisión de Papalotla que es sintonozado en la ciudad y en municipios cercanos.

## Economía
La ciudad es uno de los principales centros económicos del estado y de la Zona Metropolitana, siendo en 1990 la sexta economía industrial de la Zona Metropolitana sólo superada por la Ciudad de Puebla, San Martín Texmelucan, Xoxtla y la Zona de Cholula.
Las principales actividades económicas de Papalotla son del sector secundario y terciario. Aunque aún hay producción agrícola y ganadera estás han ido perdiendo relevancia en la economía. Papalotla es parte de los corredores industriales Puebla-Tlaxcala y Corredor Industrial Malintzi que están enfocados en industrias automotrices, textiles, químicas y minerales no metálicos. También hay firmas locales que se dedican a la producción de alimentos y al sector de la construcción.
Estas son las empresas destacadas que se ubican en Papalotla (las resaltadas con negritas tienen su sede en la ciudad)

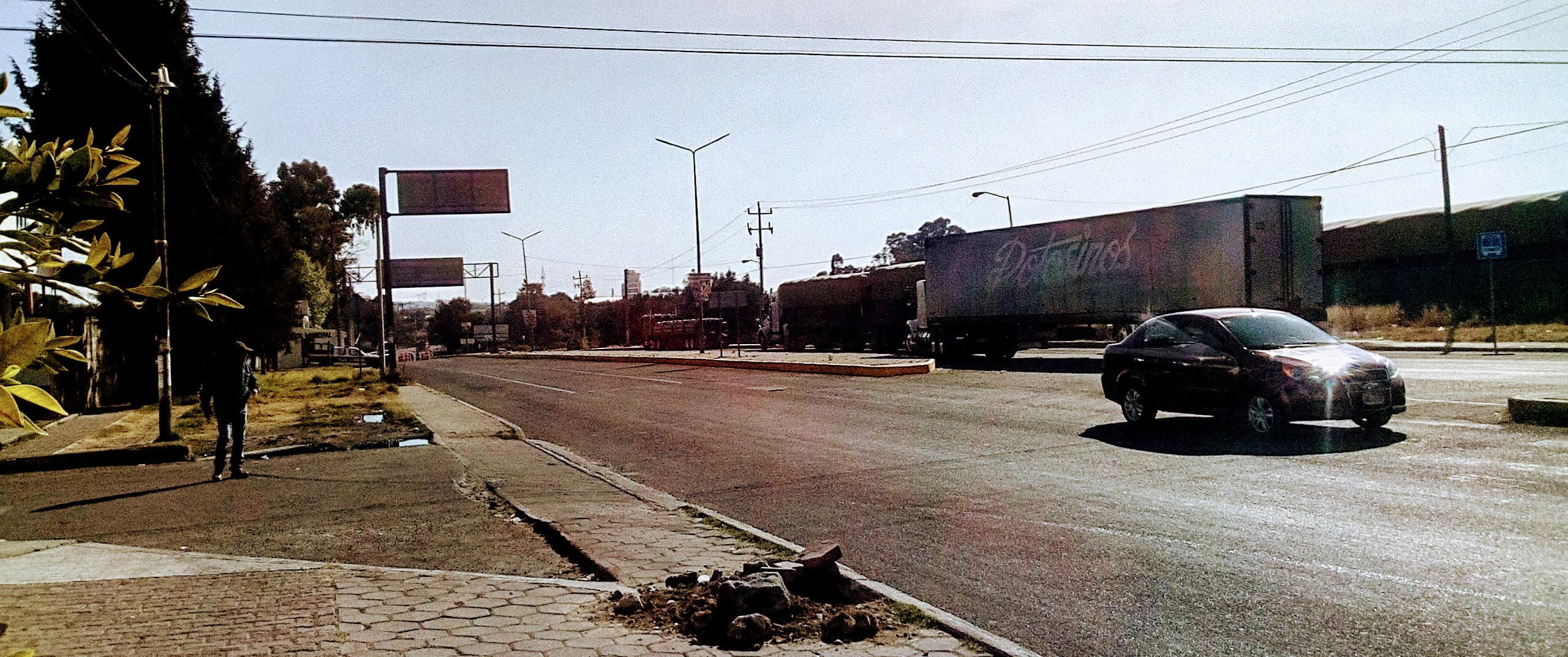
La Carretera Federal 119 pasando frente a la Zona Industrial Panzacola

- Impulsora Tlaxcalteca de Industrias (ITISA)
- Malta Cleyton de México
- Lear Corporation
- Eissmann Group Automotive
- Arzafil
- Schlemmer
- Bencafaser
- Acabados Textiles Zaldo
- ASC-AIRTEX/TMM BRUMMER
- Valtic

### Comercio y servicios financieros
Papalotla es el principal polo de desarrollo de su municipio homónimo, así como un paso obligado en las comunicaciones de la zona metropolitana, por ello las empresas comerciales y financieras también han establecido franquicias en el territorio para satisfacer la demanda de servicio, algunas han sido: Bodega Aurrera, Soriana Híper, Walmart, OXXO, Correos de México, Comisión Federal de Electricidad, Gasolinerías de Pemex y otras, en el sector financiero se han establecido HSBC de México, Grupo Financiero Banamex, BBVA México y Santander.

## Cultura

### Festividades

#### Carnaval de Papalotla

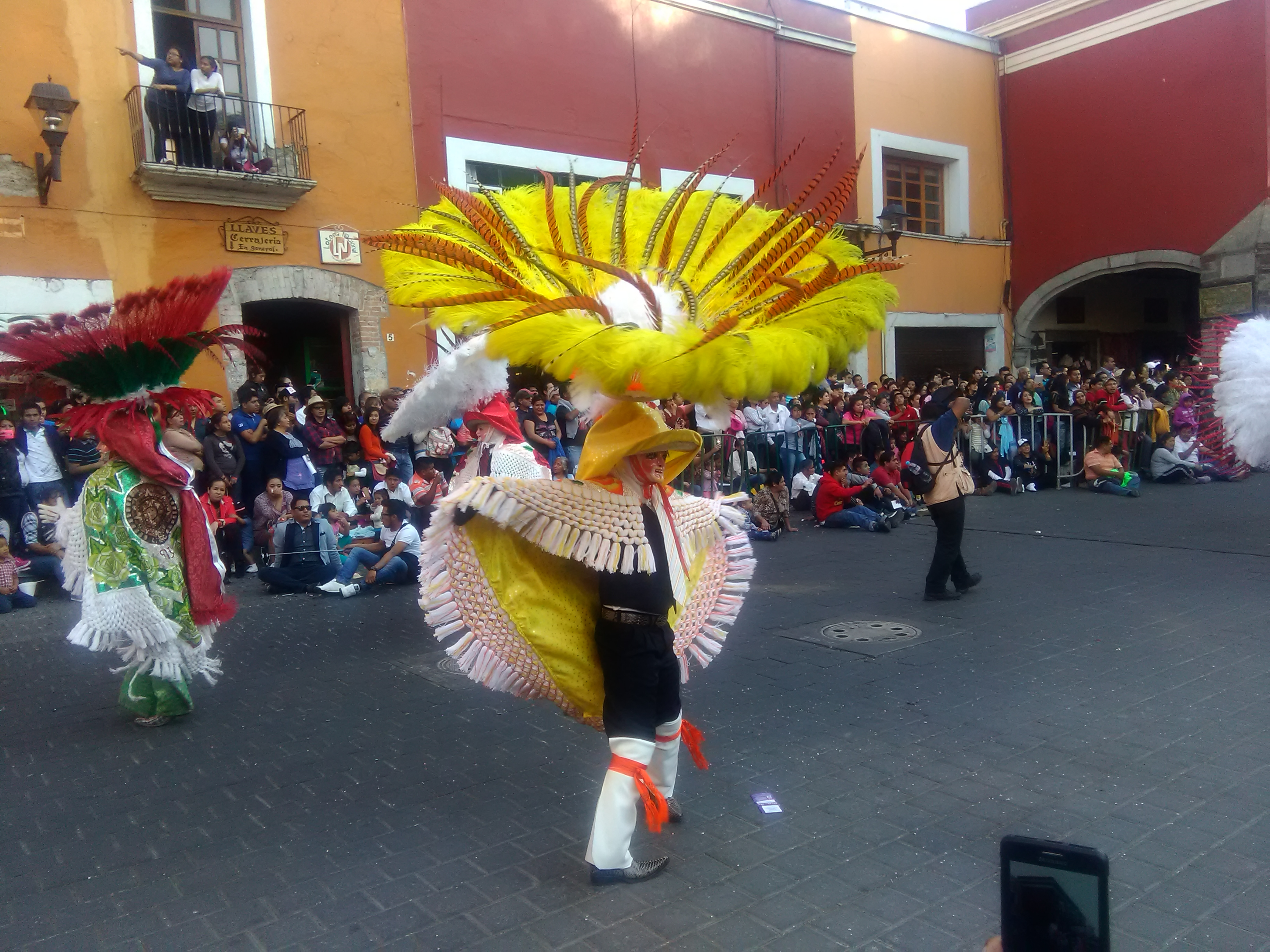
Camada de Xolalpa, Papalotla, en el Carnaval de Tlaxcala 2017

El Carnaval de Papalotla es una serie de diferentes celebraciones que se celebran de antes y durante la cuaresma. Sus principales actos llamados Presentación y Remate ocurren durante los días lunes y martes previos al Miércoles de Ceniza. Es un carnaval con fama nacional y el mayor atractivo turístico de la ciudad.

#### Festival Cultural Atltepeihuitl
El Festival Cultural Atltepeihuitl es una celebración de origen prehispánico con base en el pedimento de agua a las deidades Tláloc y Matlalcueyetl que fue retomado en 2005 y es un encuentro cultural que reúne a las principales cudrillas carnavalescas del Valle de Puebla-Tlaxcala.

#### Feria anual

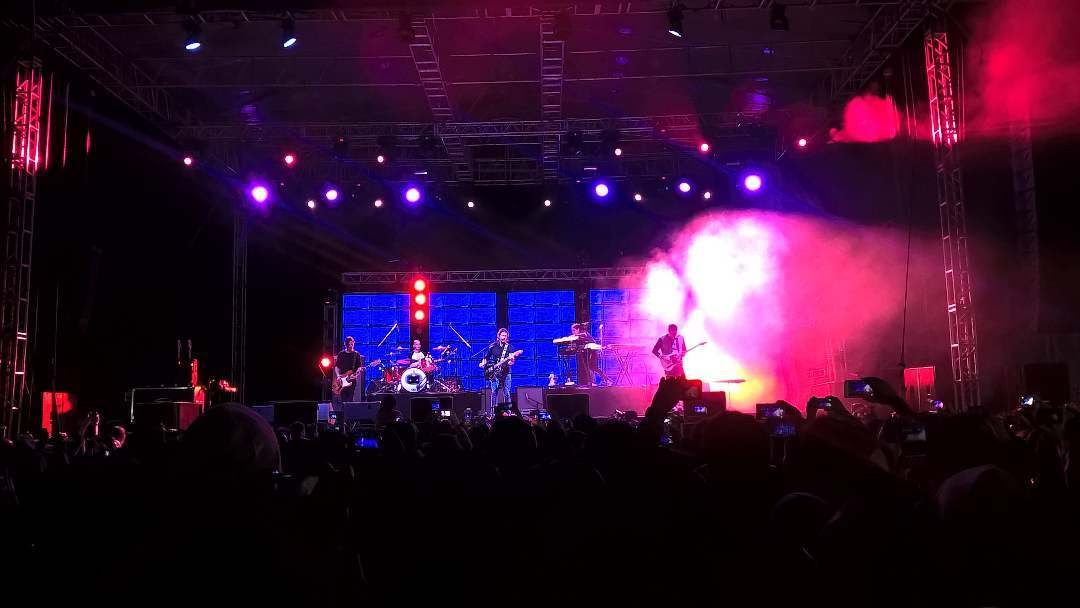
DLD tocando en la Feria del Mole de Papalotla 2017

La Feria de Papalotla también llamada Feria del Mole, es una festividad en honor al patrono católico de la ciudad: San Francisco de Asís llevada a cabo a finales de septiembre y principios de octubre. Se llevan a cabo demostraciones culturales, degustaciones gasrtronómicas, desfiles, actividades al aire libre y eventos masivos.

#### Celebración del Señor del Monte
Es una peregrinación a las faldas del Volcán La Malinche celebrando una supuesta aparición sagrada por parte de un agricultor de Papalotla a principios del siglo XX. Se solía realizar el 3 de mayo, pero fue movido al 5 de mayo aprovechando el festivo por la Batalla de Puebla.

### Bibliotecas
La ciudad cuenta con dos bibliotecas públicas: La biblioteca Primero de Agosto que es administrada por el ayuntamiento en colaboración con la Universidad Nacional Autónoma de México y otra ubicada en la comunidad de Panzacola.

### Mounumentos y aniversarios

#### General Máximo Rojas
El General Máximo Rojas fue un caudillo de la revolución y gobernador del estado de Tlaxcala. Actualmente hay un monumento en su honor en la Plaza de la Constitución de Papalotla, se celebran desfiles el día de su natalicio y diversas escuelas, así como la avenida principal de la ciudad llevan su nombre.

#### Patrimonio Ferrocarrilero
La Estación Panzacola es una antigua estación ferrocarrilera que aún es utilizada para el transportes privado de mercancías y recursos. Fue una de las primeras estaciones en México y se encuentra bajo el cuidado del Instituto de Antropología e Historia.

## Relaciones públicas
La ciudad de Papalotla está hermanada con las siguientes ciudades.
- Zacatelco, México (2015)[39]
- Xicohtzinco, México (2017)[40]
- San Pablo del Monte, México (2017)[41]